# Нафталінід натрію
Нафталінід натрію (Нафталід натрію) є іонною парою 1:1, яка складається з натрій-катіона та аніон-радикалу нафтален. Це органічна сіль з хімічною формулою {\displaystyle {\ce {Na+{[C10H8]}^{-}}}}. Має темно-зелений кольор речовини та розчину. Через нестабільність твердої речовини та її нестійкість на повітрі і до вологи, нафталінід натрію необхідно розчиняти у відповідному розчиннику, наприклад, в тетрагідрофурані або диметиловому етері етиленгліколю безпосередньо при використані. Як аніон-радикал, нафталінід натрію знаходить застосування як основа та відновник і подібно до літійорганічних сполук, таких як бутиллітій, як ініціатор аніонної полімеризації.